# Ecnomiohyla tuberculosa
Ecnomiohyla tuberculosa és una espècie de granota que viu al Brasil, Colòmbia, Equador i el Perú.